# Kaltenlengsfeld
Kaltenlengsfeld este o comună din landul Turingia, Germania.